# Вікторово (гміна Костшин)
Вікторово (пол. Wiktorowo) — село в Польщі, у гміні Костшин Познанського повіту Великопольського воєводства.
Населення — 329 осіб (2011).
У 1975-1998 роках село належало до Познанського воєводства.

## Демографія
Демографічна структура станом на 31 березня 2011 року:
|          | Загалом | Допрацездатний вік | Працездатний вік | Постпрацездатний вік |
| -------- | ------- | ------------------ | ---------------- | -------------------- |
| Чоловіки | 170     | 34                 | 127              | 9                    |
| Жінки    | 159     | 34                 | 104              | 21                   |
| Разом    | 329     | 68                 | 231              | 30                   |